# Charles Lienhard
Charles Lienhard, né en 1949 à Zurich, est un entomologiste suisse spécialiste des psoques.
Il travaille à l'Institut d'entomologie de l'École polytechnique fédérale de Zurich de 1971 à 1980, y obtenant son doctorat en 1976, puis travaille au Muséum d'histoire naturelle de Genève de 1981 jusqu'à sa retraite début 2009, devenant alors conservateur honoraire,. En 2017, il reçoit le prix Ig-Nobel de biologie pour avoir montré l'existence d'un pénis chez le représentant femelle et d'un vagin chez le représentant mâle des insectes du genre Neotrogla.

## Taxons dédiés
Une sous-tribu de psoques, Lienhardiellina Mockford, 1999 et le genre Lienhardiella Mockford, 1999 lui sont dédiés, ainsi que de nombreuses espèces d'arthropodes, dont :
- Acrotocepheus lienhardi Mahunka, 1989
- Apocheiridium lienhardi  Mahnert, 2011
- Burmjapyx lienhardi Pagés, 2000
- Buthus lienhardi Lourenço, 2003[6]
- Coronibatula lienhardi Mahunka, 1988
- Eukoenenia lienhardi Condé, 1989[7]
- Inmalthodes lienhardi Wittmer, 1992
- Notophthiracarus lienhardi Mahunka, 1996
- Papillacarus lienhardi Mahunka, 1997
- Passalozetes lienhardi Mahunka, 1997
- Pseudotocepheus lienhardi Mahunka, 1993
- Ptiloppia lienhardi Mahunka, 2001
- Sabahtritia lienhardi Mahunka, 1995
- Scaphisoma lienhardi Löbl & Ogawa, 2016[8]
- Suctobelbella lienhardi Mahunka, 1983
- Trioza lienhardi Burckhardt, 1981
- Zetomotrichus lienhardi Mahunka, 1989